# たとえ どんなに…
「たとえ どんなに…」は、日本の歌手西野カナの楽曲である。2011年11月9日にSME Recordsより15枚目のシングルとして発売された。

## 概要
前作『Esperanza』から約6ヶ月ぶりのシングル。
3枚目のスタジオ・アルバム『Thank you, Love』発表後、初のシングルである。本作は西野がイメージキャラクターに起用されたウォークマン「オンガクを、解放しよう。Project」の為に書き下ろされた。本作は、「どうして自分に正直な恋じゃダメなのか」「なぜ心は想えば想うほど離れていくのか」という恋愛における複雑な心境を西野が等身大で描いたラブバラードである。
歌は2011年9月9日に行われた全国ツアー「Kanayan Tour 2011〜Summer〜」の最終公演で初披露された。その後、『カミスン!』、『ミュージックステーション』で披露している。
表題曲で、2011年12月31日放送の第62回NHK紅白歌合戦に2年連続となる出場を果たした。

## チャート成績
2011年11月7日付けのBillboard JAPAN Hot 100で初登場52位。翌週11月14日付けでは53位と1つ順位を下げたが、フィジカル・ポイントが加わった11月21日付けで5位まで一気に上昇。11月21日付けのオリコン週間チャートで初登場5位。ダウンロードチャートにおいては、2011年11月8日付けの日本レコード協会による着うたフルのダウンロード数を集計したRIAJ有料音楽配信チャートで初登場1位となり、翌年1月3日-10日付（2週合算）でも1位を記録して通算3週の1位を獲得した。

## 批評家の反応
『hotexpress』の武川春奈は、本作を「王道バラード」と評した。また、今までの西野のラブソングに見られなかった、感情を吐き出すだけでなく、リスナーの心へ寄り添うような歌詞に言及している。『WHAT's IN?』の柳沢幹夫は、「圧倒的なリアリティ」と評した。『エキサイトミュージック』は、歌詞の「切なさ」に言及し、「忘れられない強い想いを歌った渾身のLOVEバラード」と評した。

## 収録曲
| #         | タイトル                 | 作詞                                      | 作曲                                         | 編曲                        | 時間  |
| --------- | ------------------------ | ----------------------------------------- | -------------------------------------------- | --------------------------- | ----- |
| 1.        | 「たとえ どんなに…」     | Kana Nishino SAEKI youthK ( rhythm zone ) | SAEKI youthK(rhythm zone)                    | Yuichi Hayashida            | 5:32  |
| 2.        | 「Just the way you are」 | Kana Nishino DJ Mass(VIVID Neon*)         | Hiroshi Yoshida DJ Mass(VIVID Neon*)         | VIVID Neon* Hiroshi Yoshida | 3:31  |
| 3.        | 「Secret」               | Kana Nishino DJ Mass (VIVID Neon*) ENVIE  | DJ Mass (VIVID Neon*) Hiroshi Yoshida HIRO;N | VIVID Neon*                 | 3:55  |
| 合計時間: | 合計時間:                | 合計時間:                                 | 合計時間:                                    | 合計時間:                   | 12:58 |

## タイアップ
| 曲名             | タイアップ                        |
| ---------------- | --------------------------------- |
| たとえ どんなに… | SONY WALKMAN「Play You.」CMソング |

## 収録アルバム
たとえ どんなに…
- Love Place
- Love Collection 〜mint〜
- ALL TIME BEST 〜Love Collection 15th Anniversary〜

Secret
- Secret Collection 〜GREEN〜

## チャートと認定
| チャート（2011年）                         | 最高 順位 |
| ------------------------------------------ | --------- |
| オリコン週間                               | 5         |
| Billboard Japan Hot 100                    | 5         |
| Billboard Japan Hot Top Airplay            | 13        |
| Billboard JAPAN Hot Singles Sales          | 3         |
| Billboard JAPAN Adult Contemporary Airplay | 10        |
| RIAJ有料音楽配信チャート                   | 1         |

### ゴールド等認定
| 国、地域 | 認定                           |
| -------- | ------------------------------ |
| 日本     | ゴールド（邦楽［シングル］）   |
| 日本     | ダブル・プラチナ（着うた）     |
| 日本     | プラチナ（着うたフル）         |
| 日本     | ゴールド（PC配信（シングル）） |

## 発売日一覧
| 地域 | 情報          | 規格                 |
| ---- | ------------- | -------------------- |
| 日本 | 2011年10月2日 | 着信音               |
| 日本 | 2011年11月2日 | 携帯端末向けフル配信 |
| 日本 | 2011年11月9日 | CD                   |